# Tibúrcio António Craveiro
Tibúrcio António Craveiro (Angra, 4 de Maio de 1800 — Velas, 23 de Maio de 1844), por vezes António Craveiro, foi um poeta, historiador e teórico da literatura, com uma obra que inclui temáticas de história, teoria da literatura e poesia, campo em que aderiu à corrente da Arcádia Lusitana. Também se dedicou à tradução de obras de autores franceses e ingleses. Ficou conhecido pela morbidez da sua poesia e pelo seu gosto pelo horror e pela magia negra.

## Biografia
Nasceu em Angra do Heroísmo, cidade onde frequentou as aulas de Teologia Moral, revelando-se um aluno estudioso e aplicado. Terminados os estudos empregou-se como professor régio da instrução primária na cidade de Angra.
Em consequência da sua adesão ao liberalismo, após a Abrilada de 1824 exilou-se em Londres. Em 1826 fixou-se na cidade do Rio de Janeiro, onde encontrou emprego como professor de Retórica.
No Rio de Janeiro, cidade onde permaneceria até 1842, foi um fundadores e bibliotecário do Real Gabinete Português de Leitura, envolvendo-se activamente na vida literária e política da cidade. Durante este período produziu a maior parte da sua obra publicada. Foi lente do Imperial Colégio de Pedro II, do Rio de Janeiro.
Considerado um árcade tardio, dedicou-se à poesia, à historiografia, ao ensaios e à tradução, tendo publicado uma versão lusófona das obras Mérope de Voltaire (1826), Mitrídates de Jean Racine (1828) e Lara de Byron (1837). Foi autor da primeira tradução de Byron no Brasil. Deixou alguns textos publicados na imprensa brasileira e no periódico lisboeta O Panorama (1837-1868).
Em 1842 deixou o Brasil e durante algum tempo viveu em Lisboa. Em 1844 voltou aos Açores. Morreu nesse ano a bordo de um navio, aparentemente vítima de suicídio, em condições que nunca ficaram esclarecidas. O seu cadáver foi desembarcado nas Velas, São Jorge, onde foi sepultado.
Segundo os relatos da época, o escritor teria a sua sala de trabalho decorada com aparelhos de tortura, múmias e gravuras macabras. As paredes seriam salpicadas de sangue e a sua mesa de trabalho, uma lousa de mármore negro, roubada da sepultura de uma donzela.
Foi sócio do Instituto Histórico e Geográfico do Brasil e do Conservatório Real de Lisboa.